# Авангард (стадион, Ужгород)
«Аванга́рд» — многофункциональный стадион в украинском городе Ужгород, вместимостью 10 000 зрителей. До лета 2016 года являлся домашней ареной футбольного клуба «Говерла». С сентября 2020 года на стадионе проводит свои матчи ФК «Минай». Также является домашней ареной для ФК «Ужгород»

## Памятные матчи
29 апреля 1992 года на стадионе прошёл первый официальный матч сборной Украины, которая проиграла в товарищеском матче сборной Венгрии со счётом 1:3. Единственный гол за Украину ударом со штрафного забил Иван Гецко на 90-й минуте встречи. После того до 2012 года не проводилось никаких ремонтных работ, стадион постепенно начал приходить в упадок и стал по сути аварийным объектом. Правопреемник ФК «Закарпатье» — Футбольный клуб «Говерла», который как раз в сезоне 2012/2013 начал свои выступления в Премьер-лиге, взял в аренду на 25 лет три футбольных поля и необходимые для их обслуживания хозяйственные постройки. Был выполнен огромный объем работ: подключено освещение, полностью отремонтированы западная трибуна и подтрибунные помещения, входная арка, воспроизведено тренировочное поле и полностью перестроено третье тренировочное поле.
В 2016 году Футбольный клуб «Говерла» не прошел аттестацию для участия в Премьер лиге Украины 2016/2017 и потеряла профессиональный статус. После чего команда была расформирована. На данный момент стадион принадлежит Ужгородскому муниципалитету. Летом 2018 началась очередная реконструкция стадиона. В частности легкоатлетических дорожек, тренировочных полей, подтрибунных помещений и прилегающей к стадиону территории. Реконструкцию завершили летом 2020 года. А уже с сентября 2020 года на стадионе начал проводить свои матчи ФК «Минай».
После вторжения в Украину российских войск, на стадионе начали проводить домашние матчи СК «Днепр-1» и харьковский «Металлист»